# Платинадииндий
Платинадииндий — бинарное неорганическое соединение
платины и индия
с формулой In2Pt,
кристаллы.

## Получение
- В природе встречается редкий минерал дамяоит[итал.] — In2Pt с примесями[1].

- Сплавление стехиометрических количеств чистых веществ:

{\displaystyle {\mathsf {Pt+2In\ {\xrightarrow {1039^{o}C}}\ In_{2}Pt}}}

## Физические свойства
Платинадииндий образует кристаллы
кубической сингонии,
пространственная группа F m3m,
параметры ячейки a = 0,6366 нм, Z = 4,
структура типа фторида кальция CaF2
.
Соединение образуется по перитектической реакции при температуре 1039°С,
а при температуре ниже 674 °С кристаллы находятся в метастабильном состоянии.